# Ferrovia Baboosa-Wau
La ferrovia Baboosa-Wau è una linea ferroviaria internazionale, lunga 500 km, che collega Baboosa (Sudan) a Wau (Sudan del Sud). È a scartamento ridotto di 1.067 mm e non elettrificata.

## Storia
La linea è stata costruita nel 1958-1961 ed è gestita dalla Sudan Railways Corporation e dalla Nile Valley Railways.
La linea venne chiusa in seguito ai primi danni della guerra civile dopo la distruzione di un viadotto ad Aweil. Nel 2005 cominciò il programma di ricostruzione e nel 2010 venne riaperta in previsione dell'indipendenza del Sudan del Sud; la ricostruzione fu finanziata dal governo sudanese per 46 milioni di dollari e per il resto dalla Banca Mondiale.
In seguito all'indipendenza del Sudan del Sud, 248 km della linea sono passati sotto l'amministrazione sudsudanese.

## Caratteristiche

### Percorso

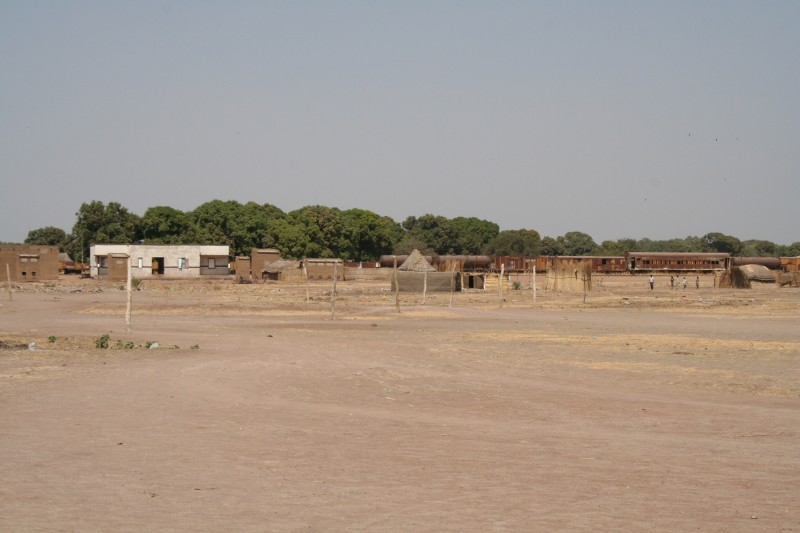
La stazione di Aweil nel 2006

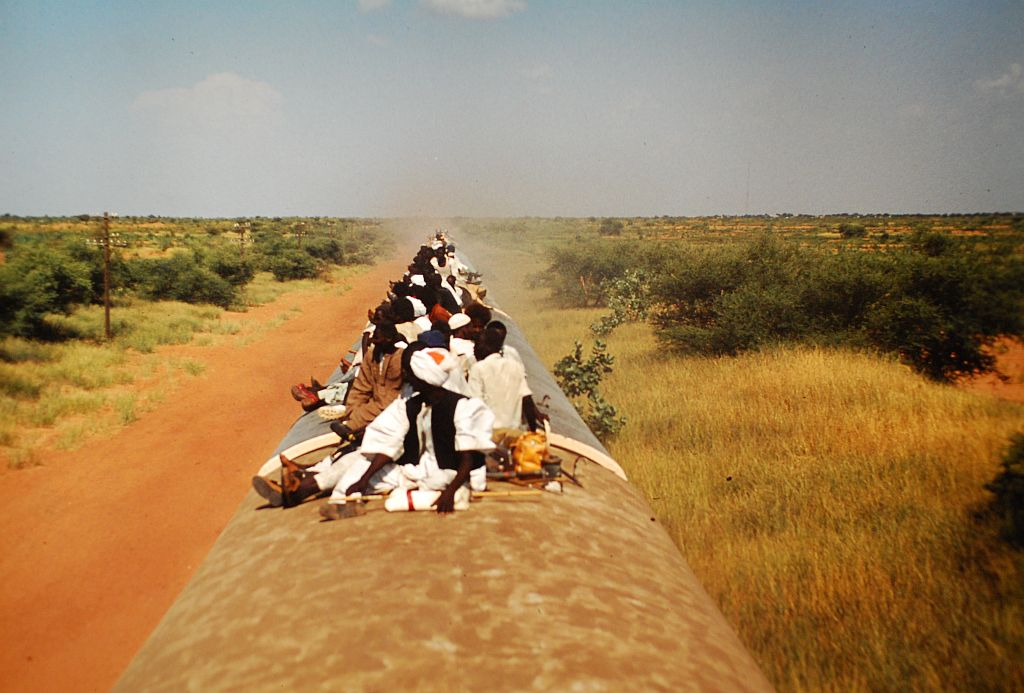
Persone sopra la carrozza di un treno nei pressi del capolinea di Wau

| Unknown route-map component "CONTgq" | Unknown route-map component "ABZ+lr" | Unknown route-map component "CONTfq" |

| Stop on track |

| Stop on track |

| Stop on track |

| Unknown route-map component "hKRZWae" |

| Restricted border on track |

| Stop on track |

| Unknown route-map component "hKRZWae" |

| Stop on track |

| Stop on track |

| Unknown route-map component "hKRZWae" |

| Unknown route-map component "hKRZWae" |

| End station |